# Olena Svyrydova
Olena Vikorivna Svyrydova, coniugata Verhun (in ucraino Олена Вікторівна Свиридова-вергун?; Kiev, 20 maggio 1970), è un'ex cestista ucraina, fino al 1991 sovietica.

## Carriera
Con l'Ucraina ha disputato i Campionati europei del 1995.